# جوناثان إيميل
جوناثان إيميل هو شاعر وممثل ومغني ومؤلف أغاني كندي من أصل جامايكي، ولد في 19 فبراير 1986.

## الألبومات
- 2015: The Lover/Fighter Document
- 2016: Phantom Pain
- 2020: Spaces-in-Between

## الأغاني
- 2015: Heaven Help Dem مع Kendrick Lamar
- 2019: Savanna
- 2019: Moses
- 2020: Solidarité

## وصلات خارجية
- الموقع الرسمي
- جوناثان إيميل على موقع IMDb (الإنجليزية)
- جوناثان إيميل على موقع ميوزك برينز (الإنجليزية)